# Lobe
Lobe - projekt muzyczny muzyki ambient zrealizowany w 1996 przez Iana Hartleya, nagrany w Lobe Studios w Edynburgu, zmiksowany przez Colina Newmana, wydany nakładem wytwórni Strange Ways.

## Lobe - Lobe (1996)
- 01. Movement
- 02. Tactile
- 03. Affective
- 04. Dorain
- 05. Placebo
- 06. Depot
- 07. Basement
- 08. Disordered
- 09. Ammonite
- 10. Fractured